# Gjergj Thopia
Gjergj Thopia (1355-1392) was een Albanese prins uit het adellijk geslacht Thopia. In 1388 volgde Gjergj de heerschappij van zijn vader Karl Thopia over het Prinsdom Albanië op.

## Biografie

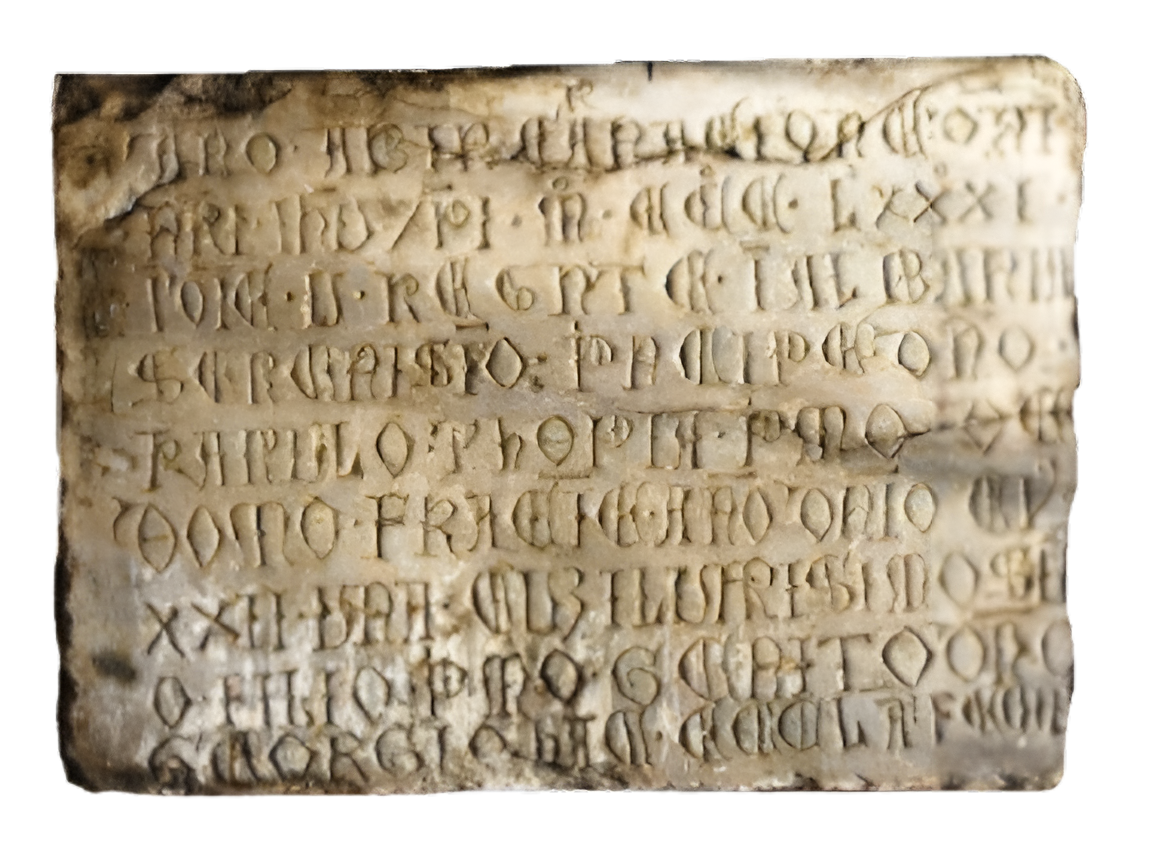
Inscriptie met de naam van onder anderen Gjergj Thopia

Gjergj was de zoon van prins Karl Thopia en zijn gemalin Vojsava Balsha. Gjergj had een broer: Niketa en drie zussen: Helena, Maria en Vojsava II. De Thopia-dynastie regeerde aanvankelijk over een vorstendom in centraal-Albanië, met Durrës als hoofdstad maar prins Karl Thopia wist in 1368 een onafhankelijk Albanië te stichten in de vorm van het  Prinsdom Albanië. Karl Thopia zijn heerschappij duurde van 1368 tot 1388 waarna zoon Gjergj Thopia de troon opvolgde. 
Omdat een aanzienlijk deel van het prinsdom in handen was gevallen van het Ottomaanse Rijk heerste Gjergj Thopia over minder stuk grondgebied dan zijn vader Karl. Om te voorkomen dat de Ottomanen ook de hoofdstad Durrës zouden veroveren, zocht Gjergj steun bij de Republiek Venetië, wat resulteerde in militaire steun. Onder heerschappij van Gjergj zouden de Venetianen en Albanezen in een jarenlang conflict raken met de Ottomanen om de stad Durrës. Uiteindelijk vielen de heerschappijen na de dood van Thopia naar Venetië, waarna zijn zus Helena Thopia een adellijke titel kende over Krujë.
Gjergj Thopia was getrouwd met de Servische prinses Teodora Branković en stierf zonder kinderen na te laten.